# Stasina planithorax
Stasina planithorax är en spindelart som beskrevs av Simon 1897. Stasina planithorax ingår i släktet Stasina och familjen jättekrabbspindlar. Inga underarter finns listade i Catalogue of Life.